# Брда (Трново)
Брда су насељено мјесто у општини Трново, Федерација БиХ, Босна и Херцеговина.

## Становништво
|             | 2013.       | 1991.        | 1981.         | 1971.         |
| Укупно      | 48 (100,0%) | 68 (100,0%)  | 197 (100,0%)  | 235 (100,0%)  |
| Бошњаци     | 48 (100,0%) | 68 (100,0%)1 | 191 (96,95%)1 | 235 (100,0%)1 |
| Југословени | –           | –            | 5 (2,538%)    | –             |
| Срби        | –           | –            | 1 (0,508%)    | –             |

1. 1 На пописима од 1971. до 1991. Бошњаци су пописивани углавном као Муслимани.